# Ozbrojené síly Ázerbájdžánu
Ozbrojené síly Ázerbájdžánu původně vytvořené 26. června 1918 byly rozpuštěny poté, co byl Ázerbájdžán včleněn do Sovětského svazu 28. dubna 1920. V období, kdy byla Ázerbájdžánská SSR součástí Svazu, byly ozbrojené síly reformovány na základě sovětských pravidel a používána byla sovětská technika. Sověti také budovali v zemi základny.
Ozbrojené síly Ázerbájdžánu mají tři větve: Ázerbájdžánské pozemní síly, Ázerbájdžánské letectvo a vzdušnou obranu a Ázerbájdžánské námořnictvo. Přidružené síly zahrnují Ázerbájdžánskou národní gardu a státní pohraniční službu, která může být za určitých okolností zapojena do státní obrany.
Podle ázerbájdžánských mediálních zdrojů byly vojenské výdaje Ázerbájdžánu v roce 2009 2,46 miliard USD, ovšem podle Stockholmského mezinárodního ústavu pro výzkum míru skutečné výdaje činily pouze 1,473 miliardy USD. 
Ministerstvo obranného průmyslu Ázerbájdžánu dohlíží na design, výrobu, regulaci a údržbu vojenské techniky. V budoucnu Ázerbájdžán plánuje zahájit výrobu tanků, obrněných vozidel, vojenských letadel a vojenských vrtulníků.
Ministrem obrany Ázerbájdžánu je generálplukovník Zakir Hasanov, který vystřídal Safara Abijeva.

## Vzdělávací systém
Vojenský vzdělávací systém přispívá k posílení ozbrojených sil zajištěním loajality kadetů k Ázerbájdžánské republice a její obraně a bezpečnosti. Účelem těchto vojenských institucí je vycvičit vojáky, důstojníky a poddůstojníky tak, aby nezávisle a kreativně přemýšleli při bojových situacích a byli oddaní státu a jeho vládě.

### Seznam vojenských institucí
Vojenská lycea
- Vojenské lyceum Jamshida Nakhchivanskiho
- Vojenské lyceum Heydara Aliyeva

Vojenské akademie
- Válečná vysoká škola ozbrojených sil
- Výcvikové a vzdělávací středisko ozbrojených sil
- Ázerbájdžánská vyšší vojenská akademie
- Ázerbájdžánská vyšší námořní akademie
- Ázerbájdžánská Vyšší letecká akademie

## Vybavení
Ázerbájdžánské pozemní síly mají ve výzbroji: 
- 520 bitevních tanků
- 1590 obrněných vozidel
- 359 dělostřeleckých systémů
- 191 raketometů

Vzdušné síly jsou vyzbrojeny: 
- 47 bojovými letadly
- 93 vrtulníky

## Velitelé

### Ministři obrany Ázerbájdžánu

#### Ázerbájdžánská demokratická republika
- Generál Khosrov bey Sultanov (27. května 1918 – 11. června 1918)
- Fatali Khan Khoyski (18. listopadu 1918 – 25. prosince 1918)
- Samad bey Mehmandarov (25. prosince 1918 – 1. dubna 1920)

#### Ázerbájdžánská republika
- Generálplukovník Valeh Barshadly (5. září 1991 - 11. prosince 1991)
- Generálmajor Tajaddin Mehdiyev (11. prosince 1991 - 17. února 1992)
- Shahin Musayev (17. února 1992 - 24. února 1992)
- Plukovník vnitřních jednotek Tahir Alijev (24. února 1992 - 16. března 1992)
- Rahim Gazijev (17. března 1992 - 20. února 1993)
- Generálmajor Dadash Rzajev (21. února 1993 - 17. června 1993)
- Generálplukovník Safar Abijev (17. června 1993 - 20. srpna 1993)
- Generálmajor Vahid Musajev (srpen 1993 - 25. srpen 1993)
- Generálplukovník Mammadrafi Mammadov (2. září 1993 - 6. února 1995)
- Generálplukovník Safar Abijev (6. února 1995 - 28. října 2013)
- Generálplukovník Zakir Hasanov (od 22. října 2013)